# Черных, Семён Яковлевич
Семён Я́ковлевич Черны́х (11 июня 1929, Верхний Кугенер, Сернурский кантон, Марийская автономная область, СССР — 20 октября 2012, Йошкар-Ола, Марий Эл, Россия) — марийский советский и российский филолог, литературовед, критик, преподаватель высшей школы. Профессор (1993), доктор филологических наук (1997). Заслуженный деятель науки Марийской АССР (1989). Почётный работник высшего профессионального образования Российской Федерации (1998). Лауреат Государственной премии Республики Марий Эл им. М. Янтемира (2000).

## Биография
Родился в крестьянской семье. Окончил школу в родной деревне и в 1951 году — МГПИ им. Н. К. Крупской. Затем окончил аспирантуру при кафедре русской и зарубежной литературы при МГУ им. М. В. Ломоносова, защитил кандидатскую диссертацию на тему «Художественная проза основоположника марийской литературы М. Шкетана». Кандидат филологических наук (1955).
Преподаватель марийской литературы в МГПИ им. Н. К. Крупской, доцент (1960). Работал старшим научным сотрудником МарНИИ.
С 1963 года преподавал зарубежную литературу в педагогических институтах Целинограда, Кировограда, Бирска. В Марийскую АССР приехал в 1971 году, стал преподавать в МГПИ.
В 1974 году перешёл на работу в новый вуз республики — МарГУ, преподавал марийскую и зарубежную литературу. В 1993 году присвоено звание профессора. В 1996 году защитил докторскую диссертацию на тему «Марийская антропонимия: истоки формирования и пути развития». Доктор филологических наук (1997).
Умер 20 октября 2012 года в Йошкар-Оле.

## Литературоведческая деятельность
В 1952 году начал свою научную деятельность как рецензент и критик-литературовед. Автор научных исследований о дореволюционной поэзии Н. Мухина, творчестве М. Майна, М. Шкетана, Ш. Осыпа, сборнике стихов «Шочмо кече» («День рождения») поэта и киноактёра Й. Кырли. Автор нескольких книг о творчестве Ш. Осыпа.
Является автором свыше 75 научных работ, включая 8 монографий. Один из авторов «Очерков истории марийской литературы» в двух томах (1960). Долгие годы изучал марийскую антропонимию, является собирателем и составителем «Словаря марийских личных имён» (1995).

## Звания и награды
- Заслуженный деятель науки Марийской АССР (1989)[7]
- Почётный работник высшего профессионального образования Российской Федерации (1998)[4]
- Государственная премия Республики Марий Эл им. М. Янтемира (2000)[7]
- Медаль «За доблестный труд в Великой Отечественной войне 1941—1945 гг.» (1992)[4]
- Медаль «Ветеран труда»[8]

## Основные литературоведческие работы
Список основных литературоведческих работ С. Я. Черных:
- Иосиф Шабдар: очерк жизни и творчества. — Йошкар-Ола, 1958. — 152 с.
- Марийская литература 30-х годов // Очерки истории марийской литературы. Ч. 1. — Йошкар-Ола, 1963. — С. 101—182.
- Поэзия Йывана Кырли // Третья научная конференция преподавателей Целиноград, пед. ин-та Казахской ССР. — Целиноград, 1967. — С. 37—41.
- Он учился у М. Горького (О М. Шкетане) // М. Горький и марийская литература. — Йошкар-Ола, 1968. — С. 46—51.
- Творческий путь М. Шкетана. — Йошкар-Ола, 1969. — 236 с.
- М. Шкетанын творческий корныжо: писательын шочмыжлан 75 ий [Творческий путь М. Шкетана: 75-летию со дня рождения писателя]. — Йошкар-Ола, 1973. — 24 с.
- Кум поэт: лит.-критич. статья-вл. [Три поэта]. — Йошкар-Ола, 1973. — 176 с.
- Мурызын йӱкшӧ (О творчестве М. Майна) // Майн М. Тукымын семже. — Йошкар-Ола, 1973. — С. 3—8.
- Осып Шабдар и его традиции. — Йошкар-Ола, 1975. — 176 с.
- Кызытсе марий прозын корныжо // Кушмо корно. — Йошкар-Ола, 1977. — С. 74—90.
- Дорогой лиризма и эпичности (О творчестве С. Вишневского) // Восхождение. — Йошкар-Ола, 1984. — С. 17—35.
- Шабдар Осып. 1898—1998. — Йошкар-Ола, 1998. — 56 с.

## Основные языковедческие работы
Список основных языковедческих работ С. Я. Черных:
- Словарь марийских личных имён [Марий еҥ лӱм-влак мутер]. — Йошкар-Ола, 1995. — 628 с.
- Марийская антропонимия: истоки формирования и пути развития. — Йошкар-Ола, 1996. — 64 с.
- Удивительный мир имён древних мари и финно-угров // Ончыко. — 2002. — № 5. — С. 146—157; № 6. — С. 110—132; № 7. — С. 105—122.
- Происхождение и содержание терминов и главных теонимов марийской языческой религии // Ончыко. — 2003. — № 2. — С. 122—132.